# Georg Adolf Suckow
Georg Adolf Suckow (* 28. Januar 1751 in Jena; † 13. März 1813 in Heidelberg) war ein deutscher Professor der Physik, Chemie, Mineralogie und Bergbaukunde. Sein offizielles botanisches Autorenkürzel lautet „Suckow“. Sein Sohn war der  Arzt und Naturforscher Friedrich Wilhelm Suckow und sein Bruder war der Mediziner Wilhelm Karl Friedrich Suckow. Er war ein Sohn des Naturforschers Lorenz Johann Daniel Suckow.  

## Leben
Georg Adolf Suckow studierte zunächst in seiner Geburtsstadt Jena und danach in Erlangen Medizin. 1772 promovierte er in Jena mit der Dissertation „Analyses chemicae aquarum Jenensium“ zum Doktor der Arzneigelehrtheit. 1774 wurde er „ordentlicher öffentlicher Professor der Naturlehre, der reinen und angewandten Mathematik, der Naturgeschichte, der Chemie und der Landwirtschaft“ an der Hohen Kameral-Schule in Kaiserslautern. Als die Schule 1784 in die Universität Heidelberg integriert wurde, zog er mit um und lehrte dort bis zu seinem Tod 1813.
Suckow war Pfalz-Zweibrücker Hofrat und ab 1805 badischer Geheimer Hofrat. Er war ab 1774 Mitglied und später Sekretär der von Friedrich Casimir Medicus geleiteten physikalisch-ökonomischen Gesellschaft in Kaiserslautern. Im Jahr 1798 wurde Suckow zum Mitglied der Leopoldina gewählt. Ab 1808 war er auswärtiges Mitglied der Bayerischen Akademie der Wissenschaften.
Nach dem Tod Suckows bat der Heidelberger Apotheker und außerordentliche Lehrer der Universität Heidelberg, Johannes Wilhelm Mai, der Bruder des Professor für Geburtshilfe der Universität Heidelberg Franz Anton Mai, um eine Berufung auf den Lehrstuhl Suckows, die von Senat jedoch abgelehnt wurde.

## Ehrungen
Nach Suckow benannt ist die Pflanzengattung Succowia Medik. aus der Familie der Kreuzblütler (Brassicaceae) mit der einzigen Art Balearen-Suckowie (Succowia balearica).

## Schriften (Auswahl)
- Von dem Nutzen der Chymie zum Behuf des bürgerlichen Lebens, und der Oekonomie. Nebst Ankündigung der Lesestunden des Sommers halben Jahres 1775 bei der kurfürstlichen oekonomischen Schule zu Lautern, von G.A. Suckow, der A.D. Professor der theoretischen Wissenschaften, und beständigen Sekretair der Kurfürstlichen oekonomischen Gesellschaft. Mannheim/Lautern 1775,
- Oekonomische Botanik. 1777.
- Versuche über die Wirkungen verschiedener Luftarten auf die Vegetation. 1782.
- Diagnose der Pflanzengattungen. Leipzig 1792, doi:10.5962/bhl.title.7731
- Anfangsgründe der theoretischen und angewandten Naturgeschichte der Thiere. in der Weidmannischen Buchhandlung, Leipzig 1797–1801, doi:10.5962/bhl.title.62582

Zeitschriftenbeiträge
- Versuche über die wirkungen verschiedener luftarten auf die vegetation und über diejenige luft, welche gewächse liefern. In: Historia et commentationes academiae electoralis scientiarum et elegantiorum literarum Theodoro-Palatinae. Band 5, 1784, S. 166–200 (Digitalisat).
- Beschreibung einiger merkwürdigen abdrücke von der art der sogenannten Calamiten. In: Historia et commentationes academiae electoralis scientiarum et elegantiorum literarum Theodoro-Palatinae. Band 5, 1784, S. 355–363 (Digitalisat).